# 루트비히 2세 폰 헤센 대공
루트비히 2세(독일어: Ludwig II, 1777년 12월 26일 ~ 1848년 6월 16일)는 헤센 대공국의 대공(재위: 1830년 4월 6일 ~ 1848년 3월 5일)이다.
루트비히 1세 폰 헤센 대공과 헤센다름슈타트의 루이제의 장남으로 태어났다. 아버지 루트비히 1세 폰 헤센 대공은 본래 헤센다름슈타트 방백 루트비히 10세였으나 라인 동맹에 참가하면서 헤센 대공국이 세워져 그곳의 초대 공작이 되었다. 1830년 아버지가 죽은 후 그의 자리를 물려받았다.

## 자녀
| 사진 | 이름                            | 생일            | 사망                   | 기타                                             |
| ---- | ------------------------------- | --------------- | ---------------------- | ------------------------------------------------ |
|      | 루트비히 3세 폰 헤센 대공       | 1806년 6월 9일  | 1877년 6월 13일(71세)  | 자녀 없음.                                       |
|      | 사산된 아들                     | 1807년 8월 18일 | 1807년 8월 18일        |                                                  |
|      | 카를 폰 헤센다름슈타트          | 1809년 4월 23일 | 1877년 3월 20일(67세)  | 슬하 3남 1녀.                                    |
|      | 아말리아                        | 1821년 5월 20일 | 1826년 5월 27일(5세)   |                                                  |
|      | 사산된 딸                       | 1822년 6월 7일  | 1822년 6월 7일         |                                                  |
|      | 알렉산더 폰 헤센다름슈타트 공자 | 1823년 6월 15일 | 1888년 12월 15일(65세) | 슬하 4남 1녀.                                    |
|      | 마리 폰 헤센다름슈타트 대공녀   | 1824년 8월 8일  | 1880년 6월 3일(55세)   | 러시아 차르 알렉산드르 2세와 결혼, 슬하 6남 2녀. |